# Parque Nacional Gulf Islands
  
O Parque Nacional Gulf Islands é uma reserva federal canadense na província de Colúmbia Britânica. Foi fundado em 2003, possui uma área de 33 km² e abrange mais de 16 ilhas. É o quinto menor parque nacional canadense.